# Ambassade de Zambie en France
L'ambassade de Zambie en France est la représentation diplomatique de la république de Zambie en République française. Elle est située à Paris et son ambassadrice est, depuis 2024, Judith Mulenga.

## Ambassade
L'ambassade est située avenue de Tourville dans le 7e arrondissement de Paris.

## Ambassadeurs de Zambie en France
| Date de nomination | Date de nomination | Date de remise des lettres de créance | Date de remise des lettres de créance | Diplomate                   |
| ------------------ | ------------------ | ------------------------------------- | ------------------------------------- | --------------------------- |
|                    |                    | 6 octobre 1969                        | [ JORF 1 ]                            | Rankin Titus Sikasula       |
|                    |                    | 14 janvier 1972                       | [ JORF 2 ]                            | Motto Nkama                 |
|                    |                    | 9 octobre 1974                        | [ JORF 3 ]                            | Jonathan Chivunga           |
|                    |                    | 1er septembre 1977                    | [ JORF 4 ]                            | Isaac Raphaël B. Manda      |
|                    |                    | 23 février 1984                       | [ JORF 5 ]                            | Henry Kosam Matipa          |
|                    |                    | 16 septembre 1987                     | [ JORF 6 ]                            | Peter Lesa Kasanda (ru)     |
|                    |                    | 29 juillet 1992                       | [ JORF 7 ]                            | Lily Annie Walumweya Monze  |
|                    |                    | 12 novembre 1996                      | [ JORF 8 ]                            | Isaiah Zimba Chabala        |
|                    |                    | 10 décembre 2002                      | [ JORF 9 ]                            | Griffin K. Nyirongo         |
|                    |                    | 15 mars 2005                          | [ JORF 10 ]                           | Ian Cilanzi Beattie Sikazwe |
|                    |                    | 15 septembre 2008                     | [ JORF 11 ]                           | Andrew Mulenga              |
|                    |                    | 11 juillet 2012                       | [ JORF 12 ]                           | Solomon Jason Mbuzi         |
|                    |                    | 6 juillet 2015                        | [ JORF 13 ]                           | Humphrey Chilu Chibanda (d) |
|                    |                    | 12 avril 2019                         | [ JORF 14 ]                           | Christine Kaseba-Sata       |
|                    |                    | 29 février 2024                       | [ JORF 15 ]                           | Judith Mulenga              |